# West Air Sweden
West Air Sweden, що працює під торговою маркою West Atlantic, — шведська вантажна авіакомпанія зі штаб-квартирою в Гетеборзі. Вона виконує регулярні і чартерні перевезення для FedEx, DHL, TNT та UPS. Вона також виконує за контрактом поштові перевезення 6 ночей на тиждень для пошти Швеції. Основними базами є аеропорти Lidköping-Hovby Airport (код IATA — LDK) і Мальме-Стуруп (код IATA — MMX). Має дочірню люксембурзьку авіакомпанію Air West Luxembourg.
У жовтні 2008 року було повідомлено, що авіакомпанія може злитися з британської вантажний авіакомпанією Atlantic Airlines для створення нової авіакомпанії West Atlantic зі штаб-квартирою у Швеції.

## Історія
Авіакомпанія була заснована в 1955 році як LBF-Eda Varken, функціонувала як повітряне таксі. У 1982 році перейменована в Abal Air, а в 1992 році — в West Air Sweden. У травні 1997 року вона перетворилася на вантажну авіакомпанію після припинення регулярних пасажирських перевезень.

## Флот
Флот Air West Sweden складається з таких літаків (на листопад 2009 року):